# Stroj za bušenje tunela
Stroj za bušenje tunela (TBM) je uređaj za bušenje tunela. Može bušiti kroz razne materijale kao što su stijena, zemlja ili pijesak. Neki TBM također mogu polagati betonske blokove koji djeluju kao zid tunela. Promjer TBM-a može biti samo 1 metar (mikro TBM) i do 20 metara. Za kraće tunele koriste se različite tehnologije kao npr. usmjereno bušenje. Za razliku od drugih metoda kopanja kao npr. bušenje i miniranje, u TBM iskopanim tunelima poprečni presjek je gotovo savršen i gladak. Različiti promjenjivi geološki sastav ponekad može uzrokovati probleme ako je TBM prilagođen za jednu vrstu materijala.
Primjena TBM-a ne zahtijeva miniranje, što može negativno utjecati na zgrade, (bušenje tunela podzemne željeznice). Međutim, cijena može biti viša u nekim slučajevima, npr. ako bušimo kratki tunel ne isplati se koristiti TBM. TBM-i su vrlo veliki, teški za transport, potrebno ih je u komadima donijeti na mjesto bušenja, gdje ih specijalizirani radnici ponovno sastavljaju. TBM-ovi su brži od drugih načina kopanja tunela.
Najveći TBM imao je promjer od 19,25 metara, a proizvela ga je Herrenknecht AG za tunel „Orlovski“ u Sankt Peterburgu, Rusija. TBM je izgrađen za kopanje u mekom tlu s pijeskom i glinom. Herrenknecht AG je izgradio i najveći TBM za kopanje tvrdih stijena, "Martina" je imala promjer 15,62 metara, presjek 8192 m² i bila je duga 130 metara, teška 4500 tona i pogon od 18 MW.